# لیلی سینگ
لیلی سینگ (زاده ۲۶ سپتامبر ۱۹۸۸) یوتیوبر، کمدین، مجری، نویسنده و بازیگر کانادایی است که در ابتدا از طریق فضای مجازی و با نام مستعار ابرزن معروف شد. او در اسکاربرو، اونتاریو به دنیا آمد و بزرگ شد و در سال ۲۰۱۰ شروع به ساخت ویدیو برای یوتیوب کرد. در سال ۲۰۱۷ از سوی مجله فوربز رتبه ده پولسازترین ستارگان یوتیوب دنیا را با دریافتی ۱۰٫۵ میلیون دلار از آن خود کرد. در سپتامبر ۲۰۱۹، ۱۴میلیون مشترک داشت و بازدید ویدیوهایش به بیش از ۳ میلیارد می‌رسید. سینگ از سال ۲۰۱۴ تا کنون (به جز سال ۲۰۱۹) هر ساله در یوتیوب ریوایند شرکت می‌کند. به گفته مجله فوربز، در سال ۲۰۱۹ او یکی از ۴۰ فرد قدرتمند در حوزه طنز و کمدی محسوب می‌شد. سینگ موفق به دریافت یک جایزه طرفداران ام تی وی، چهار جایزه استریمی، دو جایزه برگزیده نوجوانان و یک جایزه برگزیده مردم شده‌است.
در سال ۲۰۱۶، سینگ نخستین فیلم خود را منتشر کرد. این اثر مستندی دربارهٔ تور جهانی او با نام سفری به جزیره تک شاخ بود. در مارس ۲۰۱۷، او اولین کتابش با عنوان چگونه رئیس زندگی خود باشیم: راهنما فتح زندگی را منتشر کرد که در فهرست پرفروش‌های نیویورک تایمز رتبه اول را کسب کرد. از سپتامبر ۲۰۱۹، او تهیه‌کننده اجرایی و مجری برنامه گفتگوی آخر شب شبکه ان بی سی با نام کمی دیر با لیلی سینگ است. سینگ تنها مجری ال‌جی‌بی‌تی و اولین هندی است که توانسته مجری یک برنامه گفتگوی آخر شب از یک شبکه مهم آمریکایی شود. در اوت ۲۰۲۰، اعلام شد که سینگ مچری برنامه اسکچ کمدی خود از شبکه ان بی سی خواهد بود.

## کودکی
سینگ در اسکرابرو، منطقه ای در تونتو، اونتاریو به دنیا آمد و بزرگ شد. والدینش مالویندر کائور و سوکویندر سینگ از هوشیارپور، پنجاب هند به اینجا مهاجرت کردند و دخترشان را پیرو آیین سیک کردند.  او یک خواهر بزرگ تر به نام تینا سینگ (متولد ۱۹۸۲) دارد که یوتیوبر بوده و همراه با شوهر و سه پسرش ویدیوهایی درباره زندگی خانوادگی خود می سازد.  سینگ از کودکی تامبوی بوده است.  او در دوره ابتدایی در مدرسه دولتی مری شاد تحصیل کرده و در سال ۲۰۰۶، از موسسه دانشگاهی لستر بی پیرسون در تورنتو فارغ التحصیل شد. او عضو دختران راهنمای کانادا بود و در برنامه های جوانان آن ها شرکت می کرد.  در سال ۲۰۱۰، او لیسانس روانشناسی خود را از دانشگاه یورک تورنتو گرفت.